# John G. Matteson
John Gottlieb Matteson (født Johan Gottlieb Mathiasen; 1. maj 1835 i Tranekær, død 30. marts 1896) var en dansk-amerikansk prædikant, der bragte Adventistkirken til Danmark.
Han udvandrede i 1855 til Amerika, hvor han fik kontakt til baptisterne og blev senere præst for en dansktalende baptistmenighed i Wisconsin.
I 1863 bliver han bekendt med adventisternes lære om at holde lørdag, og ikke søndag, som sabbat og slutter sig derefter til dem. I 1872 begynder han at udgive bladet Advent Tidende for udvandrede nordmænd og danskere i Amerika. Disse begynder at sende bladene hjem, og i 1877 sejler han over Atlanten for at mødes med de nye troende i hjemlandet. 
I 1878 holder han sine første møder i Oslo, hvor der også er et par svenskere til stede, som tager hjem og er med til at stifte den første syvendedags-adventistmenighed i Sverige.
I Danmark er han med til at stifte den første adventistorganisation udenfor USA i 1880, og bliver dennes første formand. Han drev desuden afholdsarbejde, udgav salmebøger og rejste rundt i Skandinavien for at bygge Adventistkirkens arbejde op der. Selvbiografien Mattesons liv findes på engelsk og dansk.